# Messier 35
Messier 35 (M35 ili NGC 2168) je otvoreni skup u zviježđu Blizancima. Skup je otkrio Philippe Loys de Chéseaux 1745. godine.
Neovisno o njemu uočio ga je John Bevis 1750. godine.

## Svojstva
M35 se sastoji od nekoliko stotina zvijezda, od toga ih je 120 sjajnijih od magnitude +13 raširenih na prostoru širine punog Mjeseca. Udaljenost skupa je između 2700 i 2800 svjetlosnih godina. Njegov prividni promjer odgovara stvarnim dimenzijama od 24 svjetlosne godine. Starost skupa je oko 100 milijuna godina. Skup sadrži nekolicinu zvijezda u naprednijem evolucijskom stupnju (žute i narančaste divove). Cijeli skup nam prilazi brzinom do 5 km/s. 

## Amaterska promatranja
M35 je predivan objekt za sve teleskope. Nalazi se na rubu Mliječne staze, pri "stopalu" Blizanaca. U većem amaterskom teleskopu od 200 mm u promjeru, pri prosječnim uvjetima, moguće je vidjeti stotinjak zvijezda. Pažljivijom promatraču pažnju bi mogao privući magličasti objekt, 15' jugozapadno od M35. Radi se o NGC 2158, otvorenom skupu koji je mnogo bogatiji zvijezdama ali i mnogo udaljeniji. 
Prividni sjaj skupa M35 je magnitude + 5,10, a skupa NGC 2158 magnitude +8,6.

## Vanjske poveznice
- Skica M35
- Krunoslav Vardijan, autor fotografije  Arhivirana inačica izvorne stranice od 1. lipnja 2007. (Wayback Machine)
- SEDS: NGC 2168